# CNC-Fachkraft
CNC-Fachkraft ist eine Zusatzausbildung zur bestehenden Berufsausbildung.
Im Ausbildungsrahmenplan vieler Berufe ist zwar eine CNC-Ausbildung vorgeschrieben, aber um die Leistungsfähigkeit der modernen CNC-Steuerungen auszunutzen reichen diese Grundlagen nicht aus. 
Die Ausbildung zur CNC-Fachkraft umfasst mehrere Lehrgänge. 
- Eine Grundausbildung zum Programmieren.
- Ein Aufbaukurs mit Programmiertechniken, z. B. Unterprogramme.
- Parameterprogrammieren: im Gegensatz zu den CNC-Programmen, in denen für die Maschine klar definierte Bewegungen definiert werden, berechnet jetzt die Steuerung diese Bewegungen selber.
- CAD-Grundlagen
- CAD-CNC-Koppelung. Mittels eines Kopplungsmoduls werden auf einem CAD-System erstellte Konstruktionen in ein CNC-Programm übersetzt.